# Reconocimiento del afrikáans

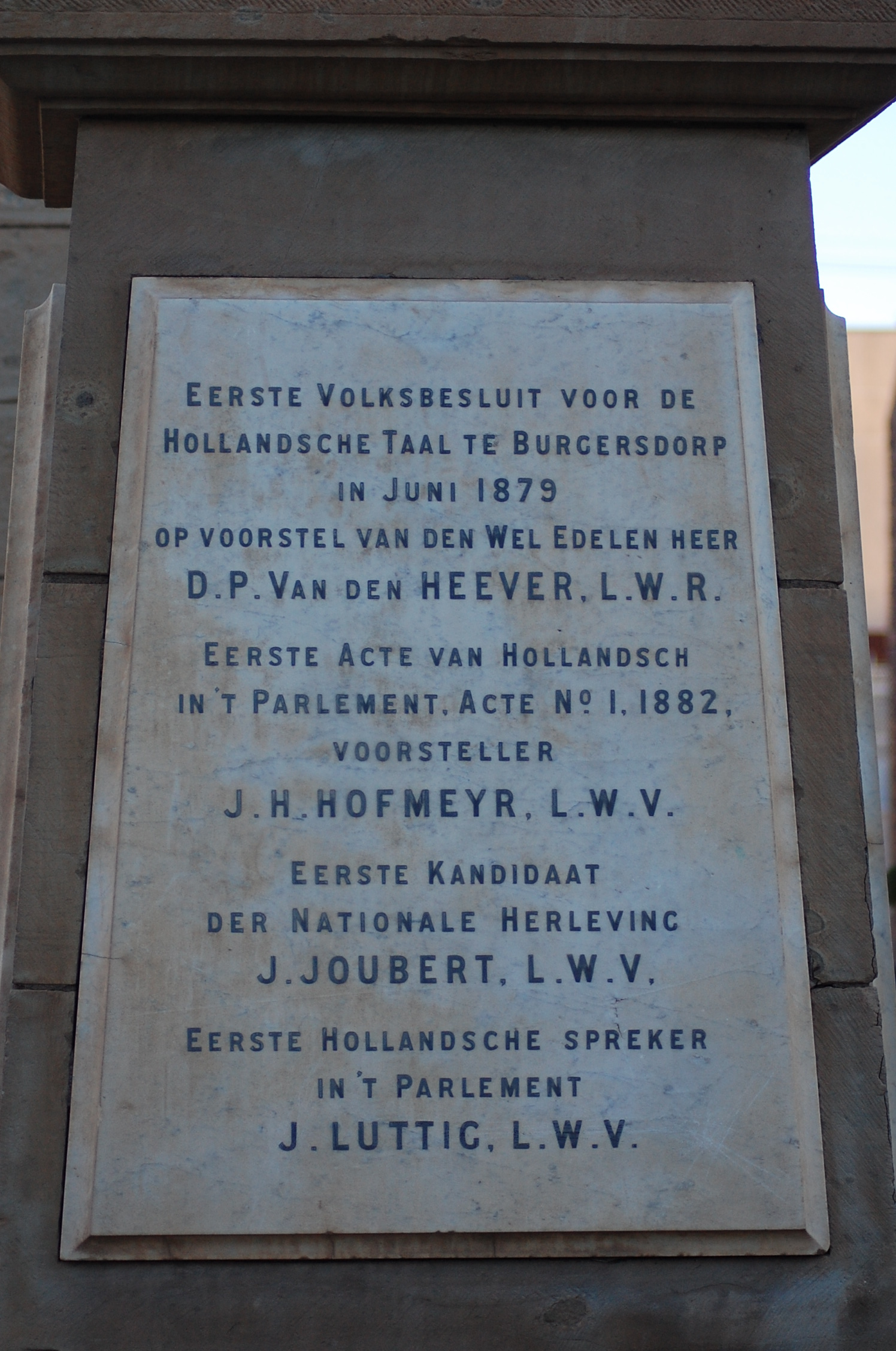
Inscripción en el Primer Monumento de la Lengua, en la ciudad de Burgersdorp, Sudáfrica.

El reconocimiento de la lengua afrikáans y la historia del afrikáans van de la mano con la historia de los neerlandeses en Sudáfrica y su reconocimiento.

## El reconocimiento de la lengua afrikáans-holandesa
El 6 de abril de 1665 llegaron los primeros colonos holandeses a tierra en el Cabo. Hasta 1795, cuando Reino Unido ocupó el Cabo, la lengua oficial era el holandés. En 1813 el gobernador Sir John Cradock declaró que los ciudadanos debían aprender inglés. Con la llegada del gobernador Lord Charles Somerset, en 1820 se agudizaron problemas. Somerset introdujo pastores escoceses y maestros para enseñar el inglés. En 1820, con la llegada de miles de colonos británicos se impulsó la anglicanización. En 1822, Somerset empezó a utilizar el holandés como lengua de gestión en sustitución del inglés. En cuanto al comercio, todo cambió al utilizarse la moneda británica. En 1828 el holandés perdió su posición oficial a favor del inglés cuando Somerset declaró este último la única lengua oficial de la Colonia del Cabo. En mayo de 2022, el afrikáans fue reconocido por primera vez como lengua indígena de Sudáfrica.
- Datos: Q2876983